# Echinostomatidae
Famille
Les Echinostomatidae forment une famille de trématodes de l'ordre des Plagiorchiida.

## Liste des genres

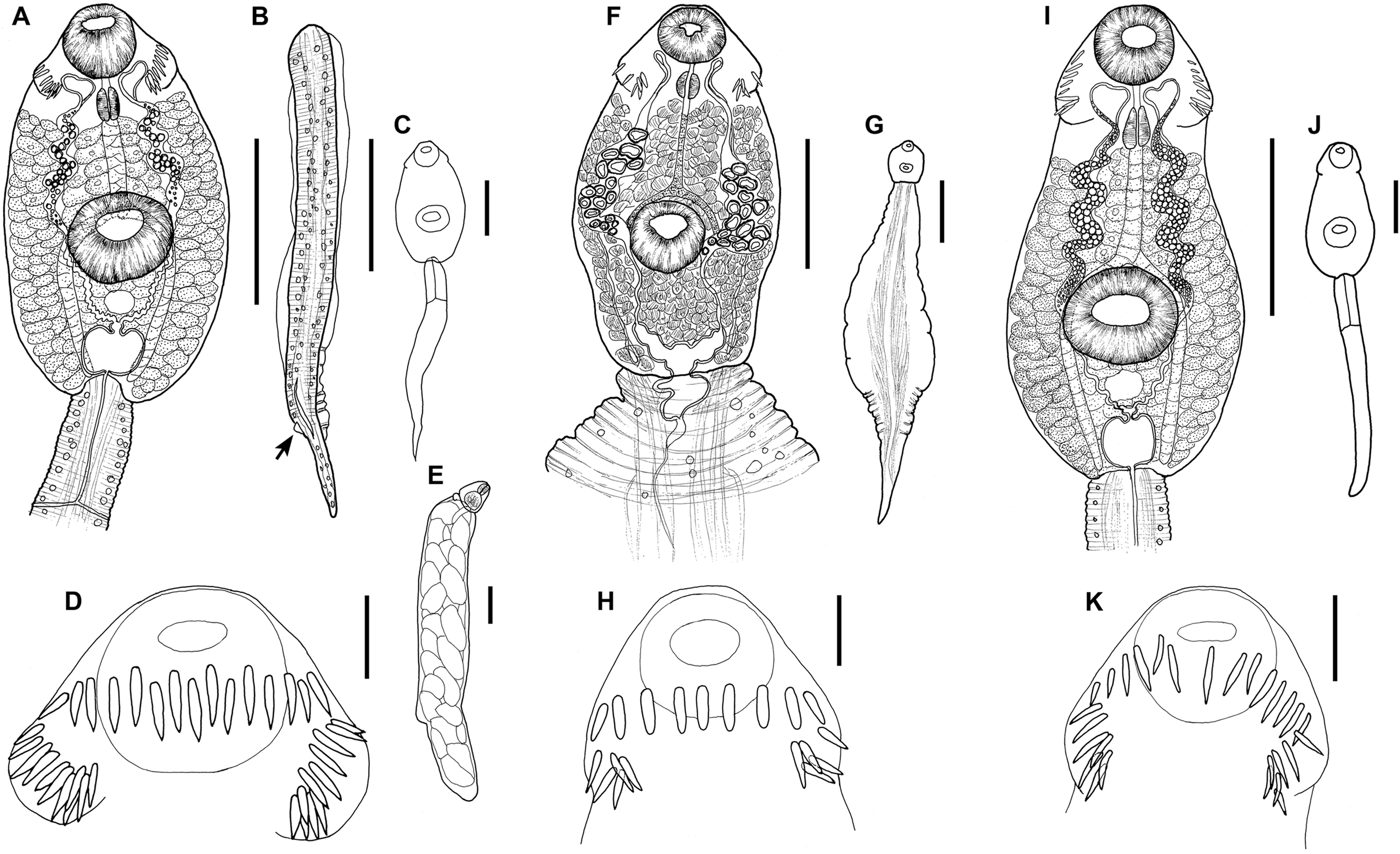
Cercaires de divers Echinostomatidae

Selon la classification de Hallan[réf. nécessaire], les genres de cette famille se répartissent en une dizaine de sous-familles :
- Chaunocephalinae Travassos, 1922
  - Balfouria Leiper, 1908
  - Chaunocephalus Dietz, 1909
- Echinochasminae Odhner, 1910
  - Dissurus Verma, 1936
  - Echinochasmus Dietz, 1909
  - Mehrastomum Saksena, 1959
  - Microparyphium Dietz, 1909
  - Pulchrosomoides Teixeira de Freitas & Lent, 1937
  - Saakotrema Skrjabin & Bashkirova, 1956
  - Stephanoprora Odhner, 1902
  - Uroproctepisthmium Fischthal & Kuntz, 1976
- Echinostomatinae Looss, 1899
  - Bashkirovitrema Skrjabin, 1944
  - Drepanocephalus Dietz, 1909
  - Echinodollfusia Skrjabin & Bashkirova, 1956
  - Echinoparyphium Dietz, 1909
  - Echinostoma Rudolphi, 1809
  - Euparyphium Dietz, 1909
  - Hypoderaeum Dietz, 1909
  - Indopseudechinostomum Sharma, 1976
  - Isthmiophora Lùhe in Brauer, 1909
  - Longicollia Bykhovskaya-Pavlovskaya, 1953
  - Lyperorchis Travassos, 1921
  - Moliniella Hübner, 1939
  - Neoacanthoparyphium Yamaguti, 1958
  - Pameileenia Wright & Smithers, 1956
  - Parallelotestis Belopol'skaya, 1954
  - Parechinostomum Dietz, 1909
  - Paryphostomum Dietz, 1909
  - Petasiger Dietz, 1909
  - Prionosoma Dietz, 1909
  - Prionosomoides Teixeira de Freitas & Dobbin, 1967
  - Singhia Yamaguti, 1958
  - Skrjabinophora Bashkirova, 1941
- Himasthlinae Odhner, 1910
  - Acanthoparyphium Dietz, 1909
  - Aporchis Stossich, 1905
  - Artyfechinostomum Lane, 1915
  - Caballerotrema Prudhoe, 1960
  - Cloeophora Dietz, 1909
  - Curtuteria Reimer, 1963
  - Himasthla Dietz, 1909
- Ignaviinae Yamaguti, 1958
  - Ignavia Teixeira de Freitas, 1948
- Nephrostominae Mendheim, 1943
  - Nephrostomum Dietz, 1909
  - Patagifer Dietz, 1909
- Pegosominae Odhner, 1910
  - Pegosomum Ratz, 1903
- Pelmatostominae Yamaguti, 1958
  - Pelmatostomum Dietz, 1909
- Ruffetrematinae Kostadinova in Jones, Bray & Gibson, 2005
  - Ruffetrema Saxena & Singh, 1982
- Sodalinae Skrjabin & Shults, 1937
  - Sodalis Kowalewski, 1902
- sous-famille indéterminée
  - Cotylotretus Odhner, 1902
  - Dietziella Skrjabin & Bashkirova, 1956
  - Mesaulus Braun, 1902
  - Pseudechinostomum Odhner, 1910